# Galassia Nana della Vergine I
La Galassia Nana della Vergine I (Virgo I) è una galassia nana sferoidale e satellite della Via Lattea situata nella costellazione della Vergine alla distanza di circa 284.000 anni luce dalla Terra.
Questa piccola e fioca galassia è stata scoperta nel 2016 ad opera di un team di astronomi giapponesi guidato da Daisuke Homma e Masashi Chiba dell'Università del Tōhoku a Sendai in Giappone, utilizzando la Hyper Suprime-Cam del Telescopio Subaru, uno dei telescopi dell'Osservatorio di Mauna Kea nelle Hawaii. Virgo I mostrerebbe una luminosità inferiore a quella emessa da Segue 1, altra galassia satellite della Via Lattea, che risultava in precedenza la meno luminosa conosciuta.
La galassia è inoltre piuttosto piccola, con un diametro di soli 250 anni luce, ma comunque di dimensioni sufficienti a escludere che si tratti di un ammasso globulare. Inoltre, trovandosi ad una distanza all'incirca doppia di quella della Grande Nube di Magellano, le sue piccole dimensioni non sono il risultato dell'interazione e sottrazione di stelle e gas da parte della Via Lattea.